# Uttar Pradesh
Uttar Pradesh (hindi: उत्तर प्रदेश) je najmnogoljudnija indijska savezna država, smještena na sjeveru zemlje. Država je s 199.581.477 stanovnika najmnogoljudnija savezna država Indije i prostire se na 243.286 km2.
Glavni grad države je Lucknow, a najveći grad u državi je Kanpur (prema popisu iz 2011. god.).
Uttar Pradesh graniči s Nepalom te s indijskim saveznim državama Uttarakhand, Himachal Pradesh, Haryana, Delhi, Rajasthan, Madhya Pradesh, Chhattisgarh, Jharkhand i Bihar.